# فيتالي ميخائيلوفيتش جولوبوف
فيتالي ميخائيلوفيتش جولوبوف (بالأوكرانية: Віталій Михайлович Жолобов، بالإنجليزية: Vitaly Mikhaylovich Zholobov، بالروسية: Виталий Михайлович Жолобов، بالفارسية: ویتالی ژولوبوف، بالفرنسية: Vitali Jolobov)، (مواليد 18 يونيو 1937) هو رائد فضاء سوفيتي متقاعد سافر على متن رحلة الفضاء "سايوز 21" كمهندس طيران. كان رئيسًا سابقًا لمجلس منطقة خيرسون في أوكرانيا.

## المسيرة السياسية
في 1994، تم انتخابه رئيسًا لمجلس منطقة خيرسون. وظل يشغل هذا المنصب حتى 1996. في هذا الوقت، تم قتل نائبه على يد قاتل مأجور.من 12 يونيو 1996 إلى 4 فبراير 1997، عمل نائبا للمدير العام لوكالة الفضاء الوطنية الأوكرانية. منذ 1999، عمل رئيسا لمجلس إدارة منظمة كييف "سلافا". منذ 2001، عمل رئيسًا للجمعية الأوكرانية "سلافا".
منذ 11 أبريل 2002 وحتى 2015، عمل رئيسًا لجمعية الفضاء الجوي الأوكرانية.

## الجوائز
- بطل الاتحاد السوفيتي
- وسام الاستحقاق (أوكرانيا)
- وسام لينين
- وسام الاستحقاق في استكشاف الفضاء

## روابط خارجية
- فيتالي ميخائيلوفيتش جوبولوف على ويكيميديا كومنز